# Carl Mannich
Carl Ulrich Franz Mannich (ur. 8 marca 1877 we Wrocławiu, zm. 5 marca 1947 w Karlsruhe) – niemiecki chemik. W latach 1927–1943 profesor Uniwersytetu Berlińskiego. 
Studiował farmację w Marburgu i Berlinie, a studia ukończył w 1900 państwowym egzaminem farmaceutycznym. Uzyskał doktorat na Wydziale Filozofii w Uniwersytetu w Bazylei w 1903 roku, a w 1907 habilitował się na Uniwersytecie Berlińskim. W 1911 został powołany na stanowisko profesora nadzwyczajnego w dziedzinie chemii farmaceutycznej na Uniwersytecie w Getyndze. W 1919 przyjął propozycję objęcia stanowiska profesora chemii farmaceutycznej Uniwersytecie we Frankfurcie, gdzie pracował do 1927, a następnie wykładał w Berlinie aż do przejścia na emeryturę w 1943 roku. Po wojnie różne uniwersytety próbowały przekonać do ponownego nauczania. W 1946 został powołany do Karlsruher Institut für Technologie, ale zmarł zaledwie kilka miesięcy później. Jego badania obejmowały zasady organiczne będące pochodnymi ketonów i alkoholi, pochodne piperydyny, laktony, papawerynę oraz glikozydy z naparstnicy.
Odkrył mechanizm reakcji amin z formaldehydem w obecności różnych nukleofili. Obecnie jest ona znana jako reakcja Mannicha.